# El Asintal
El Asintal är en kommunhuvudort i Guatemala.   Den ligger i departementet Departamento de Retalhuleu, i den sydvästra delen av landet, 130 km väster om huvudstaden Guatemala City. El Asintal ligger 421 meter över havet och antalet invånare är 6 156.
Terrängen runt El Asintal är kuperad åt nordväst, men åt sydost är den platt. Terrängen runt El Asintal sluttar söderut. Runt El Asintal är det tätbefolkat, med 636 invånare per kvadratkilometer. Närmaste större samhälle är Nuevo San Carlos, 3,6 km öster om El Asintal. Omgivningarna runt El Asintal är en mosaik av jordbruksmark och naturlig växtlighet.